# Lexicostatistiek
Lexicostatistiek (de benaming "statistiek" is misleidend in die zin dat het niet om echte statistieken gaat) is in de vergelijkende taalkunde een manier om taalveranderingen die in het verleden hebben plaatsgevonden te achterhalen door het tellen en vergelijken van cognaten in de verschillende lexica van nauw verwante talen. 
Het verschil tussen deze methode en de vergelijkende methode is dat de lexicostatistiek niet tot doel heeft subgroepen te achterhalen en een gezamenlijke prototaal te reconstrueren. Net als in de glottochronologie gaat het er in de lexicostatistiek om te achterhalen wanneer twee nauw verwante talen precies van elkaar zijn gescheiden, maar dit is slechts een van de doelstellingen. 

## Geschiedenis
Het leggen van de fundamentele basis voor de lexicostatistiek wordt toegeschreven aan de taalkundige Jules Dumont d'Urville, die in 1834 verschillende Oceanische talen met elkaar vergeleek en een methode ontwierp om hun mate van verwantschap te "berekenen". De lexicostatistiek is als discipline in de jaren 50 van de 20e eeuw volledig uitgewerkt door Morris Swadesh.

## Methode
Bij het samenstellen van woordenlijsten worden allereerst alle cultuurgebonden begrippen (de realia) uitgesloten, teneinde tot een zo zuiver mogelijke inventaris van de gemeenschappelijke woordenschat te komen. Vervolgens wordt voor alle betrokken talen een "gemeenschappelijke betekenis"  met in elke taal afzonderlijk een vertegenwoordiger opgesteld. Swadesh kwam op deze manier uiteindelijk tot een inventaris van 207 betekenissen, de Swadesh list. Er zijn ook alternatieve lijsten gemaakt, met onder andere 200 betekenissen voor 84 Indo-Europese talen.
Op basis van deze gegevens kan de mate van verwantschap op verschillende manieren worden berekend. Een veelgebruikte methode is het vermenigvuldigen (in een tabel) van het aantal overeenkomende woordparen met het totaal aantal vergeleken talen. Op deze manier zijn talen in verschillende taalfamilies ondergebracht, zoals de Austronesiche.

## Kritiek
Het verkrijgen van een universele lijst is volgens sommigen onmogelijk, aangezien in vrijwel elke taal factoren als leenwoorden en registers (bijvoorbeeld taboewoorden) een rol spelen. Soms berust een vermeende verwantschap louter op overeenkomsten in woordvorm die zijn ontstaan door ontlening. 